# Schaefferia bidentata
Schaefferia bidentata is een springstaartensoort uit de familie van de Hypogastruridae. De wetenschappelijke naam van de soort is voor het eerst geldig gepubliceerd in 1953 door Cassagnau.